# Jordan (Nueva York)
Jordan es una villa ubicada en el condado de  Onondaga en el estado estadounidense de Nueva York. En el año 2000 tenía una población de 1,314 habitantes y una densidad poblacional de 439 personas por km².

## Geografía
Jordan se encuentra ubicada en las coordenadas 43°3′57″N 76°28′22″O / 43.06583, -76.47278.

## Demografía
Según la Oficina del Censo en 2000 los ingresos medios por hogar en la localidad eran de $34,728, y los ingresos medios por familia eran $40,234. Los hombres tenían unos ingresos medios de $32,583 frente a los $26,250 para las mujeres. La renta per cápita para la localidad era de $15,844. Alrededor del 8.5% de la población estaban por debajo del umbral de pobreza.